# Robert M. Kimmitt

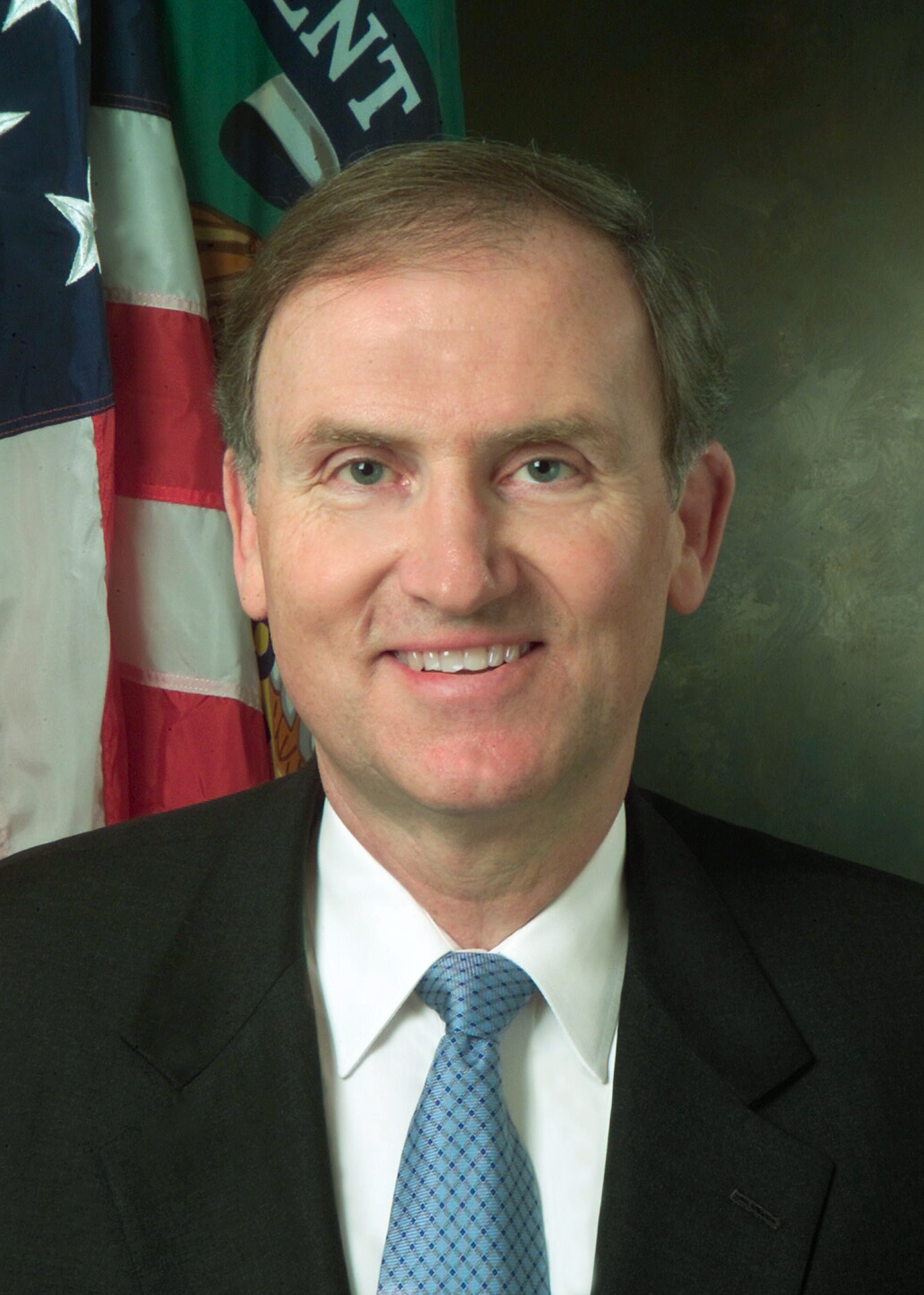
Robert M. Kimmitt

Robert Michael Kimmitt (* 19. Dezember 1947 in Logan, Utah) ist ein US-amerikanischer Politiker (Republikanische Partei) und Diplomat. Er war von 1991 bis 1993 Botschafter der USA in Deutschland und von 2005 bis 2009 stellvertretender Finanzminister unter US-Präsident George W. Bush.

## Biografie

### Ausbildung
Bob Kimmitt besuchte die Bishop Denis J. O'Connell High School bis 1965. Anschließend absolvierte er die United States Military Academy in West Point (Abschluss 1969 mit Auszeichnung). An der Georgetown University erwarb er 1977 seinen Juris Doctor.

### Militärdienst
Von April 1970 bis August 1971 kämpfte Kimmitt in der 173rd Airborne Brigade in Vietnam, wofür er mit drei Bronze Stars, dem Purple Heart, der Air Medal und dem Vietnamese Cross of Gallantry ausgezeichnet wurde. Im November 2004 wurde er als Major General der Reserve in den Ruhestand versetzt.

### Öffentliche Ämter und Karriere in der Privatwirtschaft
Kimmitt gehörte von 1976 bis 1977 sowie von 1978 bis 1983 zum Stab des NSC, unterbrochen von seiner Tätigkeit als wissenschaftlicher Mitarbeiter für Bundesrichter Edward Allen Tamm am Bundesberufungsgericht für den District of Columbia. 1983 wurde Kimmitt Generalsekretär und Justiziar des Nationalen Sicherheitsrates; 1987 wechselte er als Justiziar ins US-Finanzministerium. Vorübergehend verließ er den öffentlichen Dienst und arbeitete als Partner in der Kanzlei Sidley Austin. 1989 kehrte Kimmitt in den öffentlichen Dienst zurück, als Staatssekretär für politische Angelegenheiten (Under Secretary of State for Political Affairs) im US-Außenministerium. Von 1991 bis 1993 diente Kimmitt als Botschafter der Vereinigten Staaten in Deutschland. Anschließend wurde Kimmitt geschäftsführender Direktor bei Lehman Brothers. 1997 wechselte er als Partner zur Kanzlei Wilmer Cutler Pickering Hale and Dorr LLP, für die er bis heute tätig ist. Robert Kimmitt ist Mitglied des Council on Foreign Relations.

### Familie
Kimmitts Vater Joseph Stanley Kimmitt, gestorben 2004, war Sekretär des US-Senats und Oberst der Armee. Sein Bruder Mark Kimmitt war Brigadegeneral der US Army und bekleidete die Ämter des Assistant Secretary of State for Political-Military Affairs und des Deputy Assistant Secretary of Defense for Middle East. Bob Kimmitt und seine Frau Holly Sutherland Kimmitt leben im Arlington County; sie haben zwei Töchter und drei Söhne.

## Ehrungen
- Großes Bundesverdienstkreuz mit Stern und Schulterband (16. Juli 1993)[3]